# Droga krajowa B535 (Niemcy)
Droga krajowa 535 (niem. Bundesstraße 535) – niemiecka droga krajowa przebiegająca na osi wschód-zachód, w całości po terenie Badenii-Wirtembergii i łączy ze sobą miejscowości Heidelberg i Schwetzingen z autostradą A6.
Droga łączy drogę krajową B3 na południu Heidelbergu z autostradą A5 i dalej po drodze lokalnej L600 z miejscowością Schwetzingen, B36 i A6.
Droga stanowi wraz z odcinkiem B3 południową obwodnicę Heidelbergu.
Jako B535 oznakowana od 1998 roku.